# Zbór Kościoła Adwentystów Dnia Siódmego w Zgierzu

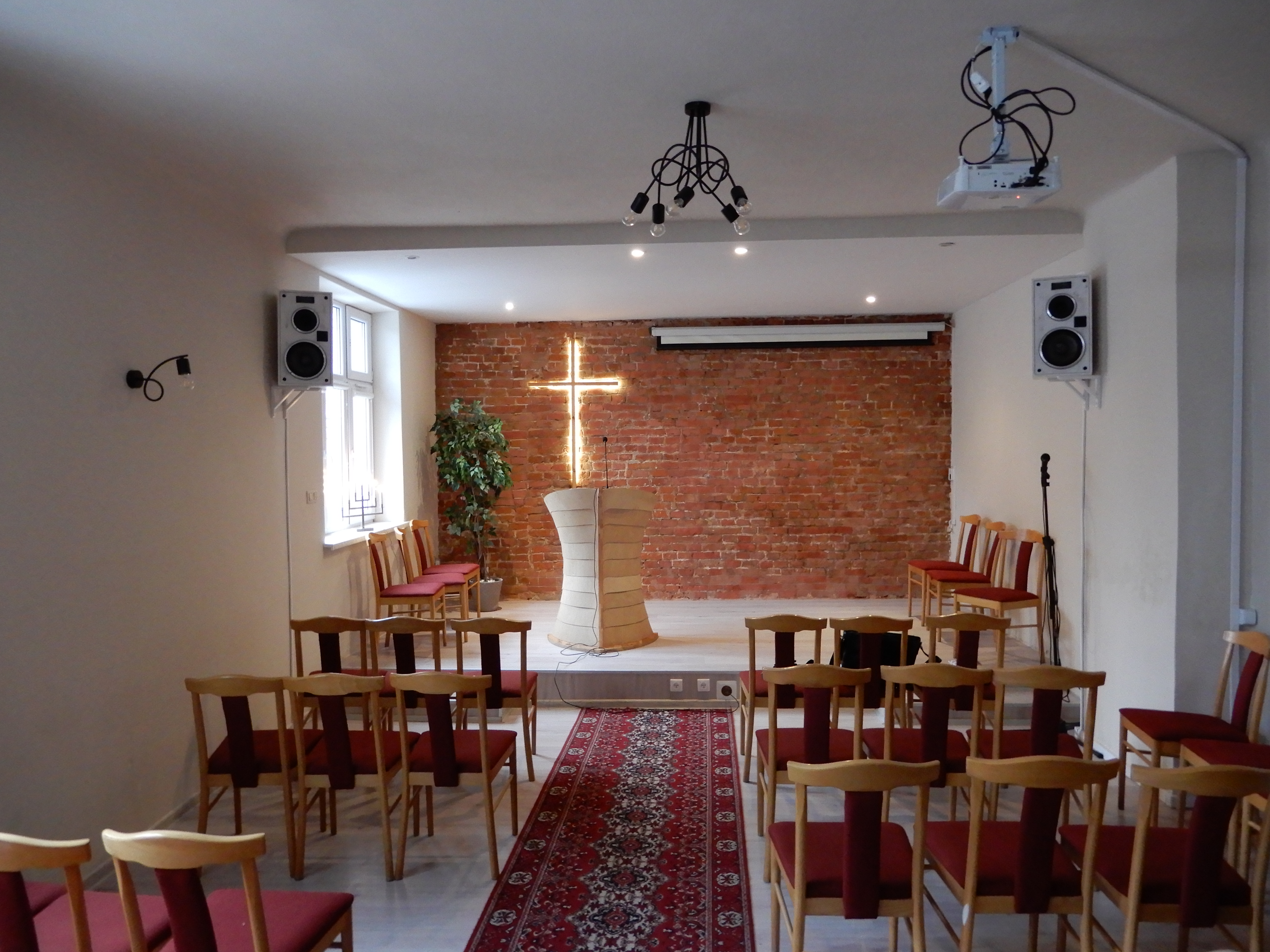
Wnętrze Domu Modlitwy w Zgierzu

Zbór Kościoła Adwentystów Dnia Siódmego w Zgierzu – zbór adwentystyczny w Zgierzu, należący do okręgu łódzkiego diecezji wschodniej Kościoła Adwentystów Dnia Siódmego w RP.
Pastorem zboru jest kaznodzieja senior Grzegorz Korczyc. Nabożeństwa odbywają w kościele przy ul. Śniechowskiego 23, w każdą sobotę od godz. 10.00.
Zgierski zbór adwentystyczny został powołany do życia w 1987 r. i liczył 18 osób.